# Nationalpark Schinias Marathon
Der Nationalpark Schinias Marathon (griechisch Εθνικό Πάρκο Σχινιά Μαραθώνα) liegt im Nordosten der Präfektur Attika, ungefähr 40 Kilometer von Athen entfernt und ist das wichtigste Küstenökosystem der Region. Über zwei Drittel aller Zugvögel, die Griechenland überqueren, legen hier einen Zwischenstopp ein.

## Geschichte
Das Gebiet des Nationalparks ist historisch von Bedeutung, denn hier, nahe der Halbinsel Kynosoura, soll einst das persische Heer 490 v. Chr. geankert und von dem Süßwasser des Sees Trinkwasser für Mensch und Pferd erhalten haben. Die Schlacht bei Marathon endete siegreich für Athen. Deshalb fand der Legende nach der erste Marathonlauf statt, als ein griechischer Herold die gute Meldung in das über 40 km entfernten Athen getragen haben soll. Darüber hinaus wurden im Meer auch Spuren von gesunkenen Schiffen gefunden, die auf 300 bis 250 v. Chr. hinweisen. In unmittelbarer Nähe befindet sich auch die archäologische Stätte Rhamnous, die schon im Jungsteinzeitalter bewohnt war, und weitere Funde der Antike.

## Beschreibung
Der Nationalpark Schinias Marathon gilt als das wichtigste Feuchtgebiet in der Präfektur Attika und umfasst eine Fläche von ungefähr 13 Quadratkilometern, von denen ein Teil vom Stromi-See eingenommen wird.
Das Feuchtgebiet wurde durch Entwässerungskanäle und allgemeine Arbeiten bedroht, die auch für die Olympischen Sommerspiele 2004 durchgeführt wurden und den hydrologischen Zyklus im ganzen Park veränderten, nachdem dort das Schinias Olympic Rowing and Canoeing Centre für die Ruderregatten entstanden war, das auch nach den Spielen als Regattastrecke in Betrieb ist. Außerdem wurde dort auch eine Telekommunikations-Basis errichtet. Diese Baumaßnahmen sowie die Bewässerung der weitläufigen Anbauflächen in der Umgebung führten zu einer ständig drohenden Wasserknappheit. Obwohl auch ungenehmigte Gebäude errichtet wurden, die das Aussehen des Parks veränderten, sowie Weidehaltung und illegale Jagden im Park stattfanden, leben dort immer noch zahlreiche Wildtiere. Der Nationalpark stellt auch ein beliebtes Ausflugsziel dar.
Im Jahr 2000 wurde das Gebiet durch den Präsidialerlass 395/2000 zum Nationalpark erklärt, auch um Schutz vor weiteren menschlichen Eingriffen zu bieten. Zu dem Zeitpunkt waren das olympische Ruderzentrum und ein Hotel schon im Bau. Das zusätzliche Wasser für die Ruderanlage erwies sich als günstig für die Tierwelt. Um den Vogelpopulationen entgegenzukommen, werden nachts alle Lichter ausgeschaltet, es sind nur Kajaks und Kanus auf der Ruderstrecke erlaubt und Regatten finden erst statt, wenn der Fortpflanzungszyklus der Vögel abgeschlossen ist. Bis in die 2010er Jahre konnte man mit dem Auto über Sandstraßen bis direkt an das Meer durch den Pinienwald fahren, dann wurden Metallgitter angebracht, um das Eindringen von Autos in den geschützten Wald zu verhindern, und es wurden die illegal errichteten Tavernen am Strand abgerissen. An Sommertagen mit hoher Waldbrandgefahr ist es verboten das Waldgebiet des Parks und den Strand zu betreten.
Der Nationalpark Schinias Marthon ist seit 2006 als Natura 2000 Schutzgebiet ausgewiesen.

## Lage
Der Park liegt am Rand der Marathon-Bucht, im Nordosten der Präfektur Attika, und reicht bis an den Golf von Euböa. Er umfasst den Sumpf von Marathon, die etwa 3 km lange Halbinsel Kynosoura, den Stomi-See, den Kiefernwald an der Küste und den langen Strand neben dem Wald.

## Flora und Fauna

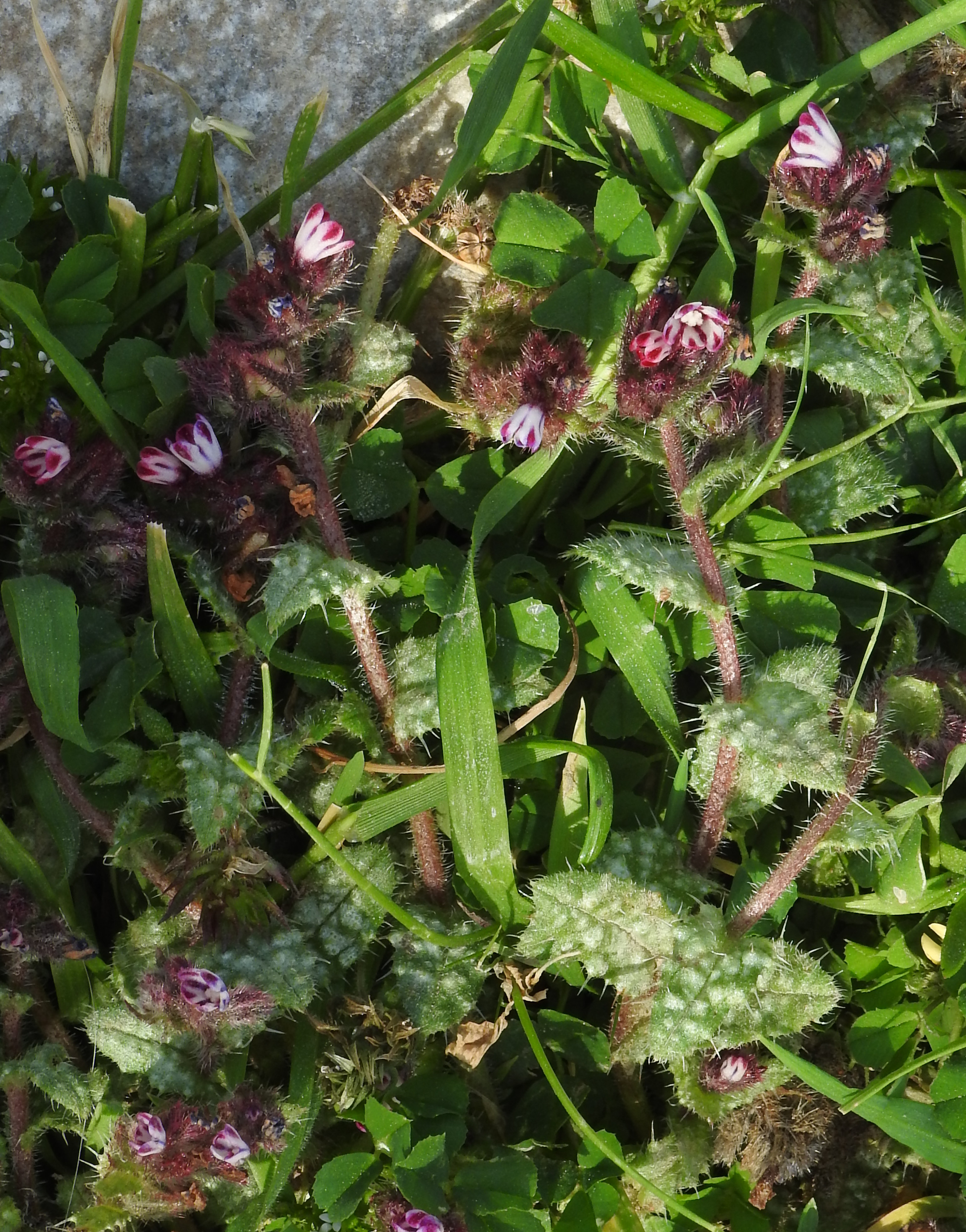
Bunte Ochsenzunge (Anchusella variegata)

Der Park ist reich an Lebensräumen seltener Tiere und Pflanzen. Durch den Bau von Entwässerungsgräben ins Meer wurde die ehemalige Seefläche des von der Makari-Quelle gespeisten Stomi-Sees heute zum Teil von Schilf überwuchert.
Charakteristisch für den Park ist der Küstenpinienwald von Schinias, von dem es nur zwei weitere in Griechenland gibt, einen auf Skiathos (Koukounaries) und einen auf der Peloponnes (Strofylia). Die Hauptmerkmale dieses seltenen Pinienwaldes sind die überalterten Pinien mit ihrer charakteristischen Schirmform, kombiniert mit anderen Arten der mediterranen Flora.

### Fauna
Im Park leben Säugetiere wie Rotfüchse, Europäische Dachse, Feldhasen, Steinmarder, Mauswiesel, Braunbrustigel, Eurasische Maulwürfe, Mäuse und Fledermäuse. Ebeonso kommen viele Reptilien, darunter acht Schlangenarten, sowie die Breitrandschildkröte, die Europäische Sumpfschildkröte und die Balkan-Bachschildkröte im Nationalpark vor. Der Park beherbergt ferner über 240 Vogelarten, unter anderem Tafelenten, Moorenten, Schelladler, Rohrweihen, Uhus, Kraniche und Bruchwasserläufer, aber auch Fischadler, Schlangenadler und Habichtsadler. Im Winter wurden auch Flussregenpfeifer beobachtet.

### Flora
Neben den großen Mittelmeer-Pinien und den Aleppo-Kiefern wurden unter anderem auch folgende Pflanzenarten im Nationalpark ausgewiesen: Allium bourgeaui subsp. cycladicum, der Pyramiden-Hundswurz, die Bunte Ochsenzunge, das Efeublättriges Alpenveilchen, Hipparchia aristaeus, Malcolmia graeca, Steinklee Melilotus graecus, Knabenkräuter Orchis laxiflora, Schwarzwurzel Scorzonera crocifolia, Cressa cretica, Phönizische Wacholder, Tamarisken, Knoten-Laichkraut, Schmalblättrige Rohrkolben, Schilfrohr und Röhrichte. Auf der Halbinsel Kynosoura wachsen auch Fritillaria obliqua, Bellevalia dubia, die Mittags-Schwertlilie und Farbiges Leimkraut.